# 92式手槍

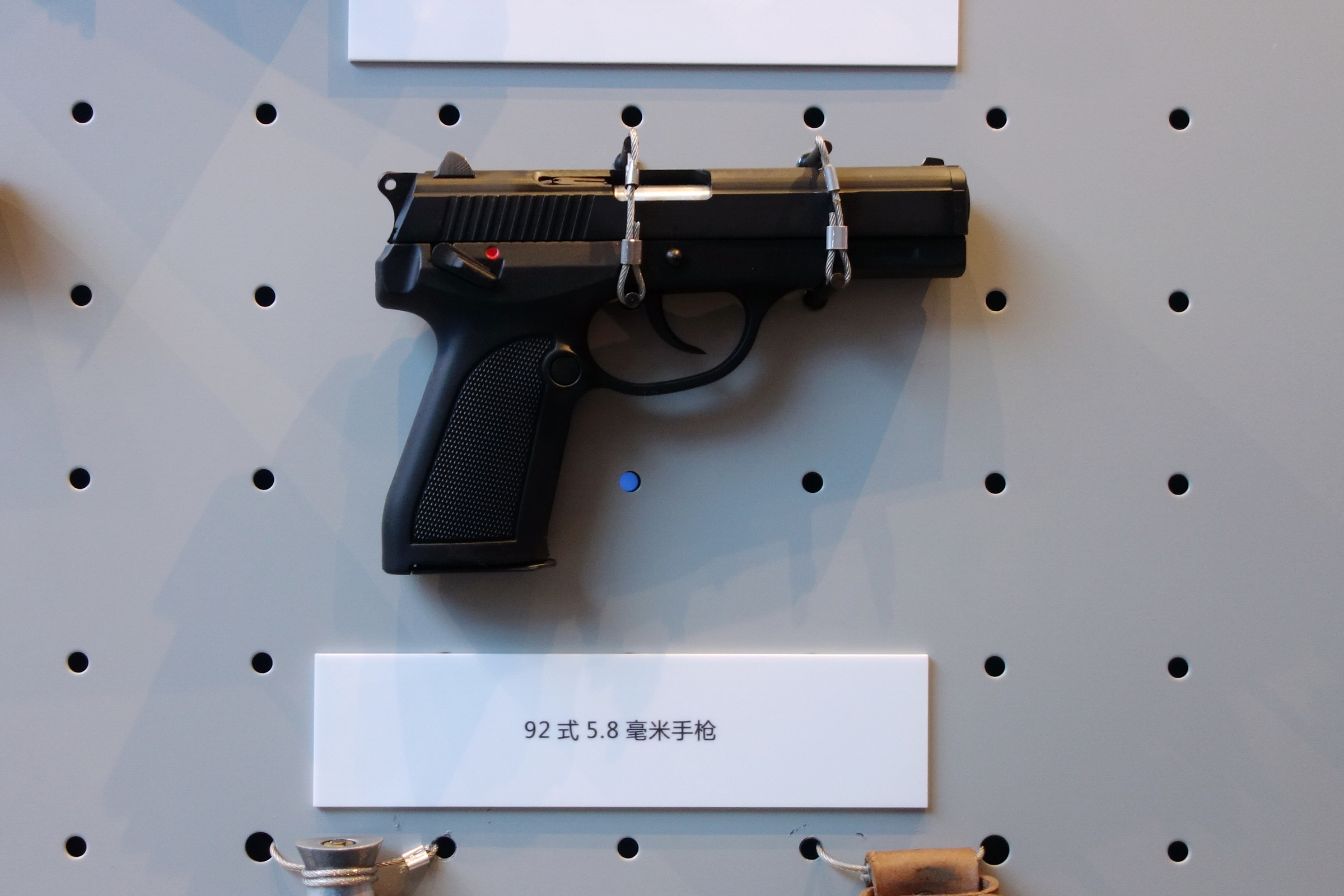
QSZ92 - 5.8mm

92式手槍是中国北方工业公司設計的半自動手槍。

## 設計
92式手槍的研發約在1994年開始，其機械結構吸收了貝瑞塔92F／FS的設計，而在外型上則與HK USP相似，
92式採用短行程後座作用及槍管偏轉式閉鎖工作原理運作，射擊時產生的後座力會將槍管旋轉閉鎖，底把前方設有可安裝電筒或鐳射瞄準器的導軌，其聚合物製握把內裝有包含火控組的可拆式鋼製框架。
就像許多現代手槍一樣，92式手槍:  
- 可配備QUS-181抑制器。
- 扳機為單／雙動式設計，並設有同時為待擊解脫桿的保險裝置。
- 採用雙排式彈匣供彈:  9×19毫米帕拉貝倫口徑型載彈量為15發[1]，縮小型載彈量為７發，5.8×21毫米口徑型則可載20發。

9毫米口徑型的92式手槍握把上刻有一顆五角星，而5.8毫米口徑型則沒有。
與西方名廠半自動手槍相比之下，92式的槍管壽命僅有3,000發，遠低於如格洛克17和貝瑞塔92的最少10,000發。另外，92式的品質控制和可靠性亦較差，尤其該槍採用類似斯捷奇金自動手槍的雙排雙進彈匣設計，與9毫米彈藥的不匹配問題嚴重（但於5.8毫米版本上則相對穩定），導致其經常卡彈故障，遭到中國大陸執法人員詬病。
廠方終因9毫米版本的可靠性、使用後的種種問題而推出92G手槍，改回雙排單進彈匣設計、改進握把設計及改用皮卡汀尼導軌，才明顯改善了該槍卡彈問題並略微增加射擊穩定性，並且採納西方手槍使用和技術標準強化了內部結構而將槍管壽命加強至最少10,000發。

## 採用
92式手枪自1990年代末开始逐步装备解放軍、武警和民警，并于1999年12月20日澳門主權移交时首次亮相，成为中國人民解放軍駐澳門部隊的标准装备。
92式的缩小版CS/LP5同時被列入公安部装备采购清单，未来有望取代64式手槍和77式手槍。
由于制服警员（包括警察機動部隊、快速應變部隊及衝鋒隊等）使用的史密斯威森M10HB左輪手槍和刑侦警员使用的SIG P250DCC半自動手槍均已停产，香港警務處于2024年7月宣布将采用92式外贸版本的CF98A和CS/LP5作为替代。
值得一提的是，香港警察使用的CF98A及CS/LP5手槍具備獨有外觀；其槍柄沒有黑星圖案，並在槍管外光刻代表香港警察的英文縮寫及手槍出產年份「HKP 2024」。
與此同時，92式的外銷型CF98獲得部分亞非國家採用，並在伊拉克和孟加拉獲北方工業授權生產，供當地軍隊及個人使用。

## 衍生型

### QSZ-92-9
發射DAP92式9毫米普通彈（與9×19公釐帕拉貝倫彈通用），於1998年完成設計。

#### QSZ-92G-9
QSZ-92-9的改進型，改進了內部結構以及增加戰術導軌，也用歐美標準重新設計，槍管壽命10,000發。

### QSZ-92-5.8
使用DAP92式5.8毫米普通彈，對防彈護具的穿透力比9毫米彈高，於2000年完成設計。

#### QSZ-92G-5.8
QSZ-92-5.8的改進型。

### CF98 / NP42
外銷型，按照美軍標準重新設計，主要是提高了精度及穩定性，於2004年完成設計。

### CS/LP5
䄂珍型，發射DAP92式9毫米普通彈，與9×19公釐帕拉貝倫彈通用；可外銷。

### QSZ-92A
QSZ-92的改進版本；標準型。

### QSZ-92B
QSZ-92的改進版本；緊凑型。

### QSZ-193
QSZ-92的改進版本；䄂珍型。

### BOF 92式
孟加拉本土生產版本。

### Babylon
伊拉克本土生產版本，銷售以民用為主。

## 使用地区
- 柬埔寨
  - 柬埔寨王家軍隊
- 刚果民主共和国
- 几内亚
  - 採用CF98系列
- 中华人民共和国
  - 中國人民解放軍
  - 中國人民武裝警察部隊
  - 中国人民警察
- 香港
  - 香港警務處[2]
    - 采用CF98A和CS/LP5
- 伊拉克
- 巴基斯坦
  - 採用CF98系列
- - 採用CF98系列
- - 採用CF98系列
- 南蘇丹
  - 採用CF98系列

## 流行文化

### 电影
- 2015年—《战狼》：由中国人民解放军某特战旅、战狼突击队及公安特警所使用。
- 2018年—《红海行动》:由中国人民解放军海军陆战队第七旅（即蛟龙突击队）的特种兵在开头货轮作战时使用。

### 电子游戏
- 2005年—：型号为QSZ-92-5.8，為中國人民解放軍所使用的手槍，橙色擊錘，特種部隊與狙擊手版本攜帶消音器；奇怪地發射5.8×21毫米DAP-92手槍子彈，卻以15發弹匣供彈。
- 2012年—《战争前线》：型号为QSZ-92-9，命名为“QSZ-92”，套筒上印有“QSZ92-9MM”字样，以13发弹匣供彈，所有兵种均可使用，中國大陸伺服器為专家解锁，歐美與俄羅斯伺服器為活動武器，可以改裝枪口配件（通用消音器、手槍消音器、手槍制退器、手槍刺刀），无法改装瞄准镜。拥有山岳迷彩涂装版本，强化威力与载弹量，可以改装枪口，无法改装瞄准镜。
  - 山岳迷彩版本为活动武器。
- 2013年—：型号为QSZ-92-5.8，命名為「QSZ-92」（中文版則命名為「92式手槍」），發射5.8×21毫米DAP-92手槍子彈，被歸類為副武器，載彈量20+1發；奇怪地使用06式微声手枪的消音器。只能於多人聯機模式中使用，為所有兵種的解鎖武器。
- 2015年—
- 2017年—：第二年追加下载内容“血兰花行动”中登场，型号为QSZ-92-9，命名为「Q-929」，設定为双方香港特别任务连的特勤干员所使用的副武器。